# Apistogramma staecki
Apistogramma staecki är en fiskart som beskrevs av Koslowski, 1985. Apistogramma staecki ingår i släktet Apistogramma och familjen Cichlidae. Inga underarter finns listade i Catalogue of Life.